# Jan Smits (arts)
Jan Anthonie (Jan) Smits (Ouder-Amstel, 5 september 1864 – Riga, 24 oktober 1939), was een Nederlandse arts en officier van gezondheid.
Jan Smits werd geboren in Ouder-Amstel en volgde de Hogereburgerschool in Amsterdam. In dezelfde stad behaalde hij in 1891 het theoretisch geneeskundig examen aan de Universiteit van Amsterdam. Een jaar later werd hij bevorderd tot arts en ging hij een verbintenis aan met de landmacht, waardoor hij werd benoemd tot officier van gezondheid tweede klasse.
In januari 1901 werd dr. Smits bevorderd tot officier van gezondheid eerste klasse. Om 1913 werd hem om gezondheidsredenen pensioen verleend.
Ondanks zijn vervroegde pensioen was hij tijdens de Eerste Wereldoorlog lid van militaire keuringscommissies, chef-arts van de geïnterneerde Duitse krijgsgevangenen en van het hulpziekenhuis voor Serviërs van het Nederlandse Rode Kruis in Rotterdam. In december 1922 werd hem eervol ontslag verleend, waarna hij zich met Malwine Elisabeth Bührmann, zijn Baltenduitse echtgenote, in Riga vestigde. Na haar overlijden in 1930 keerde hij terug naar Den Haag, maar hij bleef regelmatig ook voor langere tijd terugkeren naar Riga, waar hij op 24 oktober 1939 overleed.
Hij ontving voor zijn bezigheden tijdens de Eerste Wereldoorlog de Medaille van het Rode Kruis van Pruisen in de IIe en IIIe klasse, de Servische Rode Kruismedaille, het Ereteken voor Verdienste voor het Rode Kruis van Oostenrijk en het Kruis van Verdienste van het Nederlandse Rode Kruis.